# 信田美帆
信田 美帆（しのだ みほ、 1972年5月18日 - ）は、日本のタレント、元体操選手である。東京都立川市出身。日本体育大学体育学部卒業。中学・高等学校保健体育教員免許取得者。
身長155cm、血液型A型。

## 来歴・人物

### 体操選手として活躍
朝日生命体操クラブに所属し、1984年に小学校6年生で全日本体操競技選手権で2位に入り注目された。1985年に全日本中学選手権、全日本ジュニア選手権、NHK杯体操選手権で優勝、1986年には全日本体操選手権で当時史上最年少で初優勝した。
日本女子体育大学附属二階堂高等学校進学後（体操選手としては朝日生命クラブに所属）の1987年には全日本選手権の個人総合で2連覇し、世界体操選手権に日本代表として初出場した。1988年からはクラブの後輩の小菅麻里に全日本選手権での個人総合5連覇を許したが、同年のソウルオリンピックと1989年の世界選手権には同期の瀬尾京子、真田マキ子等と共に日本代表選手として出場した。
1991年に、編入していた藤村女子高等学校卒業。日本体育大学体育学部に進学し、腰痛等と闘いながら全日本学生選手権（インカレ）で団体優勝4回（全学年で優勝）、個人総合優勝2回等と活躍した。1993年にはユニバーシアードの団体で銅メダルを獲得した。
大学卒業後の1995年にはふくしま国体で瀬尾と共に福島県代表として団体優勝を果たし、現役を引退。その後、プロ野球の読売ジャイアンツのマスコットガール（ファイアーガールズ）として活動した。

### タレント転向後
1997年11月に『だんトツ!!平成キング』の番組で「水上ござ渡り」という種目に出場。他の参加者がシャツに短パン姿の中、現役時代に使用していたレオタードを着用し挑戦したが、半分にも到達せず水中に沈んでしまった。
1998年にテレビ東京のテレビ番組『ASAYAN』内で行われた「つんくプロデュース芸能人新ユニットオーディション」に応募し、つんく♂プロデュースのユニット「太陽とシスコムーン」の一員に選ばれた。1999年4月の同グループのデビュー曲『月と太陽』でオリコンチャート4位を獲得した。その後「T&Cボンバー」に改名した。ハロー!プロジェクトの在籍メンバーでは現役・卒業者（脱退者）を合わせた全員の中で最年長となっている。
2000年のユニット解散後は、現在までタレント活動を継続する一方で、徐々に原点回帰、体操のインストラクターとして活躍。
2004年のアテネオリンピックでは体操女子のテレビ解説を担当し、2005年の体育の日には日本体育協会が行った子どもスポーツクリニックの講師を瀬尾と共に務めた。
2007年には札幌市のある小学校で1日のみ、マット運動や跳び箱の指導をした。翌2008年にはNHKの北京パラリンピック関連番組に元アスリートの立場でゲスト出演した。
母校である日本体育大学体操部でゆか運動のダンスレッスンや振り付けを担当し、2012年にはロンドンオリンピックに出場した田中理恵のゆか運動の演技の振り付けを担当した。
モーニング娘。およびハロー!プロジェクトのコンサートのアクロバットを指導している。
2008年以降、芸能事務所に所属していないが、太陽とシスコムーンの再結成で断続的に芸能活動中である。

## 主な国際大会での成績
- 1985年 国際ジュニア体操競技大会 個人総合2位
- 1987年 国際ジュニア体操競技大会 個人総合3位
- 1987年 世界体操選手権（ロッテルダム） 団体9位、個人総合35位
- 1988年 ソウルオリンピック 団体12位、個人総合34位
- 1989年 世界体操選手権（シュトゥットガルト） 団体11位、個人総合15位、平均台8位
- 1993年 ユニバーシアード（バッファロー） 団体3位

## 所属ユニット
- 太陽とシスコムーン（T&Cボンバー）（1999年 - 2000年）
- シャッフルユニット
  - あか組4（2000年）

## 出演

### バラエティ、情報番組等
- 筋肉番付（TBS系）
- 芸能人大運動会（フジテレビ系）
- おもしろ旅美人（関西テレビ）
- だんトツ!!平成キング（日本テレビ系）
- ものスタMOVE（2010年1月26日、テレビ東京）
- 趣味Do楽 はじめての四国遍路旅（2014年8月・9月期、NHK Eテレ） - 旅人

### テレビドラマ
- 人にやさしく（2002年、フジテレビ） - スポーツショップ店員 役

### 舞台
- りぼん（2007年 - 2008年、演出：渡辺えり）
- レスラーガールズ（2011年、演出：IZAM・野沢トオル）
- 水木英昭プロデュース vol.28 20周年記念公演「虹色唱歌」（2024年10月18日- 22日、紀伊國屋ホール / 11月3日・4日、近鉄アート館）[7]